# Nippon Steel Yawata SC
Nippon Steel Yawata Soccer Club (jap. 新日本製鐵八幡サッカー部 Shin-Nihon Seitetsu Yahata Sakkā-Bu) – japoński klub piłkarski założony w 1950, z siedzibą w Kitakyūshū, w prefekturze Fukuoka.

## Historia
Yahata Steel SC został założony w 1950 jako klub przyzakładowy przedsiębiorstwa Yahata Steel. W latach 60. ub. wieku, klub był jednym z najsilniejszych w kraju i zapewnił reprezentacji Japonii wielu znakomitych piłkarzy, którzy wzmocnili skład na letnie igrzyska olimpijskie w latach 1964 i 1968. Yahata Steel SC był jednym z pierwszych ośmiu klubów, które założyły Japan Soccer League (JSL) w 1965 (tak zwana „Oryginalna Ósemka”). Rok wcześniej klub zdobył Puchar Cesarza, a w 1965 i 1966 zajął drugie miejsce w lidze po Toyo Industries. W sezonach 1969 oraz 1971, klub zakończył rozgrywki na najniższym stopniu podium.
W 1970 doszło do połączenia przedsiębiorstwa Yahata Steel, z konkurencyjnym Fuji Iron & Steel. Firmy po fuzji przyjęły nazwę Nippon Steel, dlatego też zmieniła się nazwa klubu. Jednak w 1981, po dość spokojnym dziesięcioleciu, w którym to klub nie odniósł znaczących sukcesów, ale też nie był zagrożony spadkiem, Nippon Steel SC zajął przedostatnie miejsce w lidze i przegrał baraż z wicemistrzem drugiej ligi, przez co spadł do JSL Div. 2 i nigdy więcej nie grał na poziomie najwyższej klasy rozgrywkowej. W sezonie 1990/1991 klub zajął ostatnie miejsce w drugiej lidze i spadł do ligi regionalnej, a 1999 został rozwiązany.

### Nazwy klubu
- 1950–1970: Yahata Steel Soccer Club (jap. 八幡製鐵サッカー部 Yahata Seitetsu Sakkā-Bu)
- 1970–1991: Nippon Steel Soccer Club (jap. 新日本製鐵サッカー部 Shin-Nihon Seitetsu Sakkā-Bu)
- 1991–1999: Nippon Steel Yawata Soccer Club (jap. 新日本製鐵八幡サッカー部 Shin-Nihon Seitetsu Yahata Sakkā-Bu)

## Sukcesy
Japan Soccer League
- wicemistrz: 1965, 1966
- trzecie miejsce: 1969, 1971

Puchar Cesarza
- zdobywca: 1964
- finalista: 1956, 1958, 1965